# 李克寧 (五代)
李克寧（？—908年），沙陀人，後唐太祖李克用的幼弟。

## 生平
李克寧為人仁孝，在諸兄弟中最賢，事奉李克用小心不懈。最初跟從李克用於雲中起兵，為奉誠軍使。李克寧跟從李克用與赫連鐸、李可舉大戰於雲州、蔚州之間，赫連鐸攻打黃花城時，李克寧奉李克用及諸弟登城迎戰，血戰三日，力盡而且軍備已用竭，殺敵數以萬計。燕軍攻打蔚州，李克寧昆仲於嬰城拒敵，晝夜廢寢忘餐十數日。其後跟從李克用投奔韃靼及入關驅逐黃巢。凡出征從行無不守衞於兄弟之間，最推祟仁孝，小心恭謹，李克用尤其對他友愛。及後鎮守太原，授職為遼州刺史，累升至雲州防禦使。乾寧二年（895年），改為忻州刺史，跟從李克用入關討伐王行瑜，充當馬步軍都將，以軍功授職檢校司徒。天祐元年（904年），授職為內外都制置、管內蕃漢都知兵馬使、檢校太保，充當振武節度使，軍中之事，事無大小皆由李克寧決定。
天祐五年（908年）正月，李克用病危時，李克寧等侍侯，垂泣辭訣，李克寧問：「王萬一不諱，後事何屬？」因而召回李存勗侍奉於旁，李克用謂李克寧、張承業說：「亞子累公等。」當年李克用諸位養子皆驍勇之士，為李克用成就大業，故特別寵愛他們，衣服禮秩有如嫡子。諸位養子麾下皆有精兵，恃功自恣，自先王時已經常見優假。李克用駕崩後，他們欺李存勗年少，諸位養子或託疾不朝，或見而不拜。李存勗因憚忌他們而告知李克寧：「兒年孤稚，未通庶政，雖有先王之命，恐不足以當大事。叔父勳德俱高，先王嘗任以政矣，敢以軍府煩季父，以待兒之有立。」克寧曰：「吾兄之命，以兒屬我，誰敢易之！」因下而北面再拜稱賀，李存勗乃即晉王之位，軍民之事皆委任李克寧決定，權柄既重，令眾人皆攀附李克寧。義兒李存顥陰謀煽動李克寧取而代之，李克寧斷言拒絕。李克寧雖然無篡奪之心，但是李存顥等人不斷遊說，李存顥等亦各派遣他們的妻子遊說李克寧之妻孟夫人（李存勗姐夫孟知祥妹），使孟夫人也勸說李克寧謀叛，李克寧才開始動搖。都虞候李存質因得罪李克寧，被李克寧所殺，而李克寧與張承業、李存璋有嫌隙，又要求兼領大同軍節度使。於是倖臣史敬鎔面見太后，狀告李克寧與李存顥陰謀拿下李存勗及太后以便投降後梁。李存勗召見張承業、李存璋二人商量後，下命吳珙、李存璋防備。同年二月二十日，當諸將於府第時，乃伏兵於府中，置酒大會，李克寧既至，於席間擒下李存顥、李克寧二人，李存勗垂泣告知李克寧：「兒初以軍府讓季父，季父不忍棄先人遺命。今已事定，復欲以兒子母投畀豺虎，季父何忍此心！」李克寧泣對：「蓋讒夫交構，吾復何言！」當日，李克寧與李存顥俱伏法。李克寧仁而無斷，故因此被害。
李克宁妻孟氏被遣回其兄孟知祥处，他们的儿子李存瓌留在晋国，后来成为后唐的供奉官。

## 延伸阅读
[在维基数据编辑]
 《舊五代史·卷50》，出自薛居正《舊五代史》
 《新五代史·卷14》，出自歐陽修《新五代史》